# 佐波亘

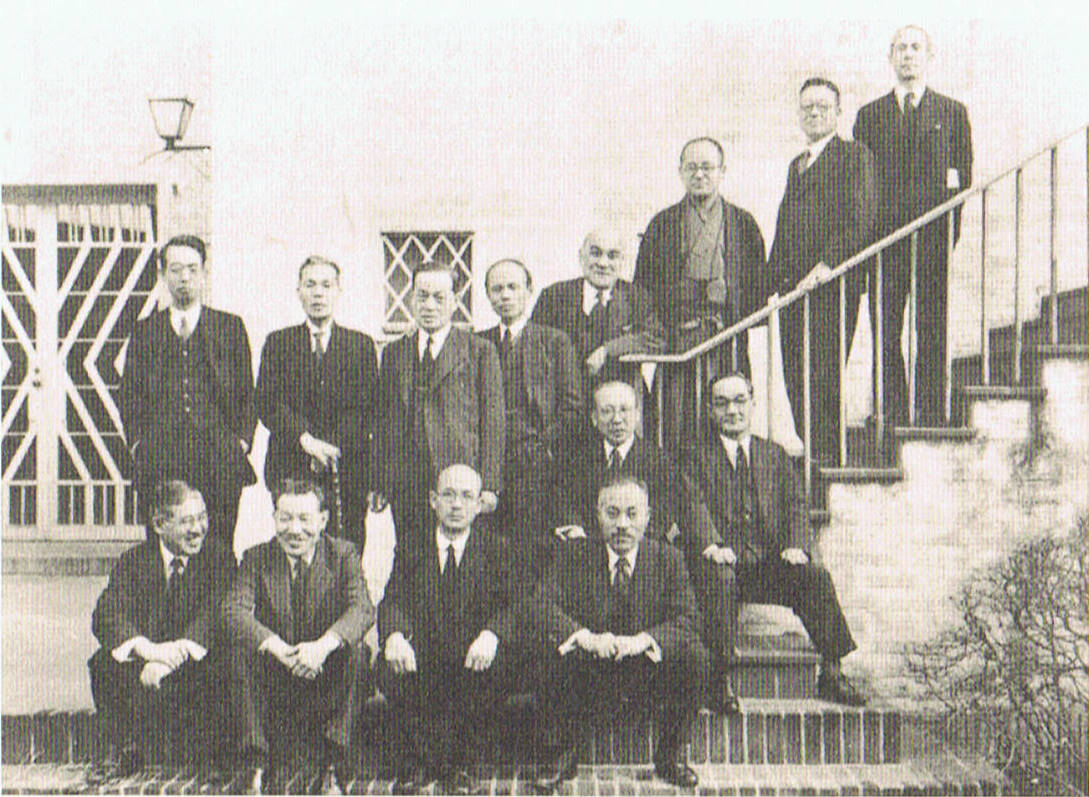
日本基督教団合同前の日本基督教会代表の準備委員 後列左より，熊野義孝，三吉務，富田満，小野村林蔵，佐波亘，浅野順一，飯島誠太，堀内友四郎、
前列左より，今村好太郎，村田四郎，金井為一郎，村岸清彦

佐波 亘（さば わたる、1881年4月24日 - 1958年4月8日）は日本の牧師、植村正久の弟子。妻は植村の長女澄江、子に佐波正一、中村妙子など。

## 生涯
神奈川県横須賀市に生まれる。祖父の佐波銀次郎は佐倉藩に仕えた蘭学者で、横須賀にはエンジニアであった父親が赴任していた。父・佐波一郎は横須賀造船所黌舎で学んだのち、フランス留学を経て海軍技師となっていた。幼少期に漢字を習い、日曜学校に通った。第七高等学校造士館 (旧制)を経て東京帝国大学に入学、入学した春に上野美術館で林竹治郎の「朝の祈り」に感銘を受けて入信する。在学中に日本基督教会・富士見町教会で植村正久より洗礼を受ける。大学を中退して伝道者育成機関の東京神学社に入学する。
1913年、大森伝道所（現・日本キリスト教会大森教会）に着任する。1914年植村正久の長女澄江と結婚する。教報の刊行物である「福音新報」を発行している。1941年日本基督教団の創立の際に加入する。1951年、植村環、小野村林蔵、今村好太郎、藤田治芽らと一緒に日本基督教団を離脱し、日本キリスト教会を創立する。1958年に亡くなるまで、大森教会を牧会した。

## 著書
- 「植村正久と其の時代」教文館（全5巻,別巻3冊）1938年 2000年